# IPad mini (第6世代)
iPad mini（第6世代）は、Appleによって設計、開発、販売されたiPad miniシリーズのタブレット端末である。2021年9月14日に発表された。前身であるiPad mini（第5世代）は、同日販売終了となった。
iPad miniとしては初めてオールスクリーンデザインとなったため、外見は第4世代以降のiPad Airに似ており、前世代機より大きな8.3インチのディスプレイを採用している。また、Apple Pencil（第2世代とUSB-C）をサポートしている。

## 概要
2021年9月14日にiPad miniの第6世代として発表された。同月24日に発売。
TSMCによって5nmプロセスで製造されたA15 Bionicを初採用し大幅に高性能化した。ホームボタンを廃止したフルスクリーンディスプレイを採用し、Touch IDはトップボタン（電源ボタン）に内蔵されている。背面のカメラは大型化され4Kビデオ撮影に対応、前面の超広角カメラはセンターフレーム機能に対応した（TrueDepthカメラは非搭載でFace ID非対応）。USB-Cコネクタを搭載、ヘッドフォンジャックは廃止された。Apple Pencil（第2世代とUSB-C）とLogitech Crayonに対応している。ディスプレイは角を丸めたLiquid Retinaとなり、7.9インチから8.3インチに大型化したが、短辺はドット数が1,536から1,488に減り、僅かに狭くなっている。
カラーバリエーションはスペースグレイ、ピンク、パープル、スターライトの4色展開である。前モデルと比較して、厚みは0.2mm増えているものの、Wi-Fiモデルでは7.5g、Wi-Fi + Cellularモデルでは11.2g軽量化している。USB-C充電ケーブル（1m）と20W USB-C電源アダプタを同梱している。
スピーカーはこれまで端末下部にしか搭載されていなかったが、本モデルでは本体側面の上部と下部に1基ずつ搭載されており、横向きに設置したときにステレオサウンドが楽しめる。音量調節ボタンは現在のiPad miniの向きによって、上あるいは右に位置する方が「上げる」ボタンとなる。他の一部のiPadモデルではiPadOS 15.4で「音量コントロールの位置を固定」の設定が変更できるようになった。

## 特徴

### 通信

#### Wi-Fi
IEEE802.11ax Wi‑Fi 6（同時デュアルバンド（2.4GHz/5GHz）、MIMO対応HT80）に対応し、最大通信速度は、1200Mbpsである。

#### Wi-Fi + Cellularモデル

##### 5G NR
ドコモでは受信最大4.2Gbps/送信最大218Mbpsと発表されている。
バンドn1、n2、n3、n5、n7、n8、n12、n20、n25、n28、n29、n30、n38、n40、n41、n48、n66、n71、n77、n78、n79

##### 4G LTE
ドコモでは受信最大1.7Gbps/送信最大131.3Mbpsと発表されている。
- FDD-LTE（バンド1、2、3、4、5、7、8、11、12、13、14、17、18、19、20、21、25、26、28、29、30、32、66、71）
- TD-LTE（バンド34、38、39、40、41、42、46、48）

##### 3G
UMTS/HSPA/HSPA+/DC-HSDPA（850、900、1,700/2,100、1,900、2,100MHz）

## iPadモデルの変遷
（横スクロールできる画像です）